# Irena Montferratska
Jolanda Montferratska (o. 1274. – 1317., Drama) bila je druga žena bizantskog cara Andronika II. Paleologa, a znana je i kao Violanta ili Irena. Brakom je postala dio kuće Paleolog, a rođenjem kuće Aleramici.
Rođena je u gradu zvanom Casale Monferrato. Majka joj je bila Beatrica Kastiljska, kći Violante Aragonske, koja je bila teta francuskog kralja Filipa IV. Lijepog.
Jolandin otac je bio markiz Vilim VII. od Montferrata.
1284. Andronik je oženio Jolandu i ona je nazvana Irena. Bili su rođaci, premda daljnji. 
Irena je mužu rodila sinove Ivana, Teodora i Dimitrija te kćer Simonidu.
Sama je Irena bila dosta arogantna i sposobna te je imala svoj dvor u Solunu, jer otac joj je bio kralj tog mjesta te je ona bila princeza Soluna.
Njezina je unuka bila carica Irena Paleolog, a unuk joj je bio Ivan II. od Montferrata.